# Eisernes Tor

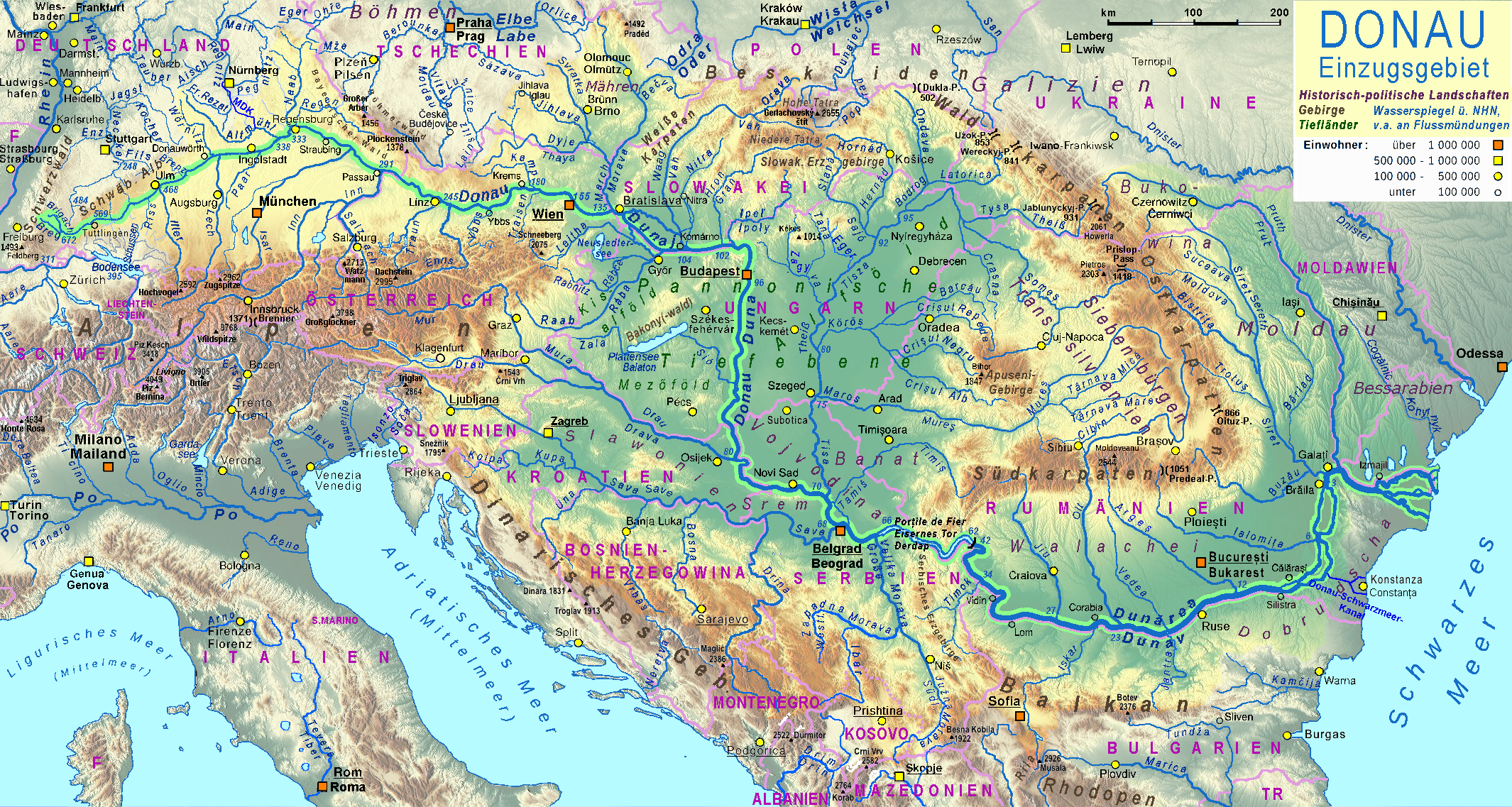
Verlauf der Donau mit Eisernem Tor

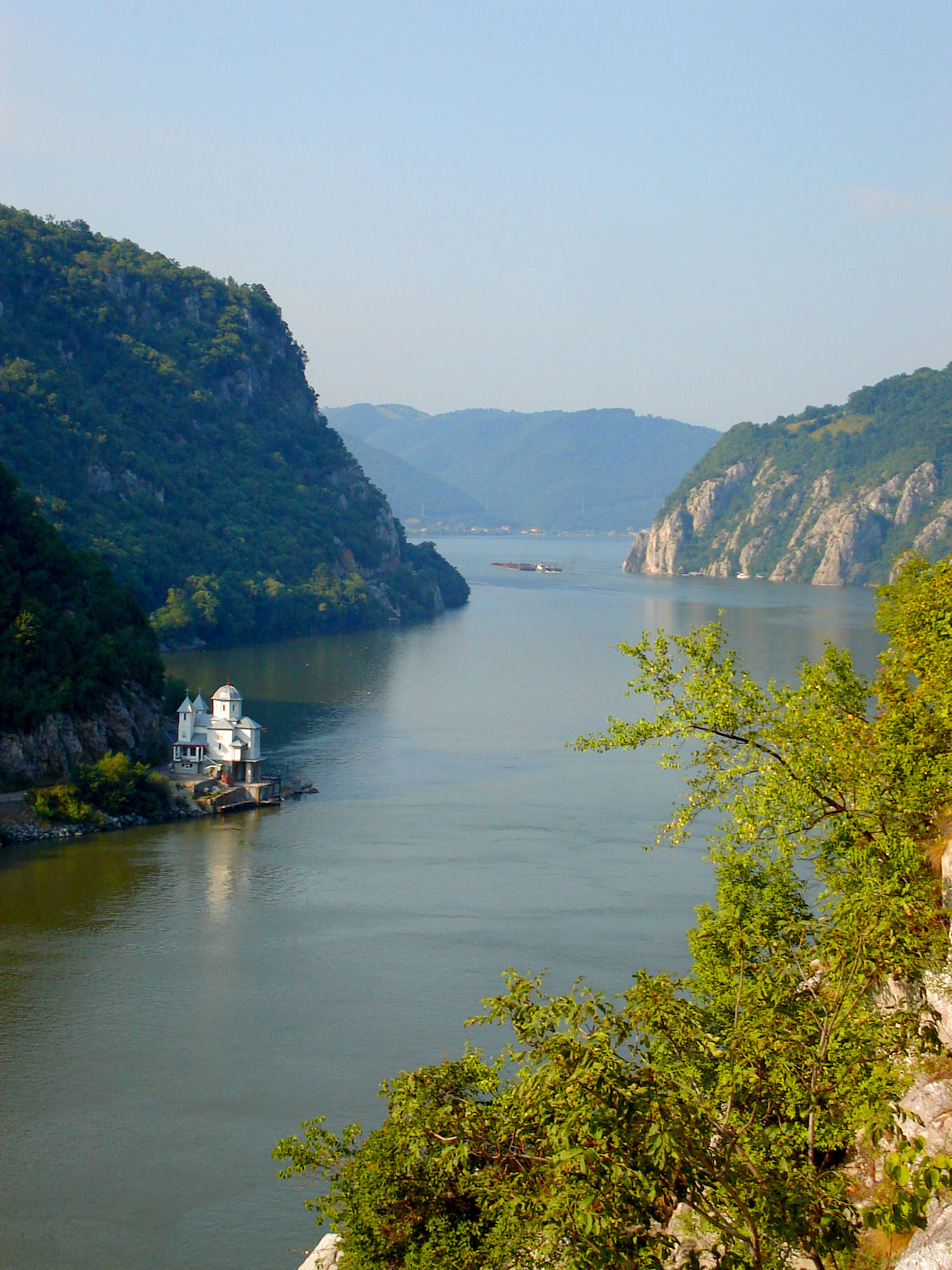
Taldurchbruch beim Kloster Mraconia

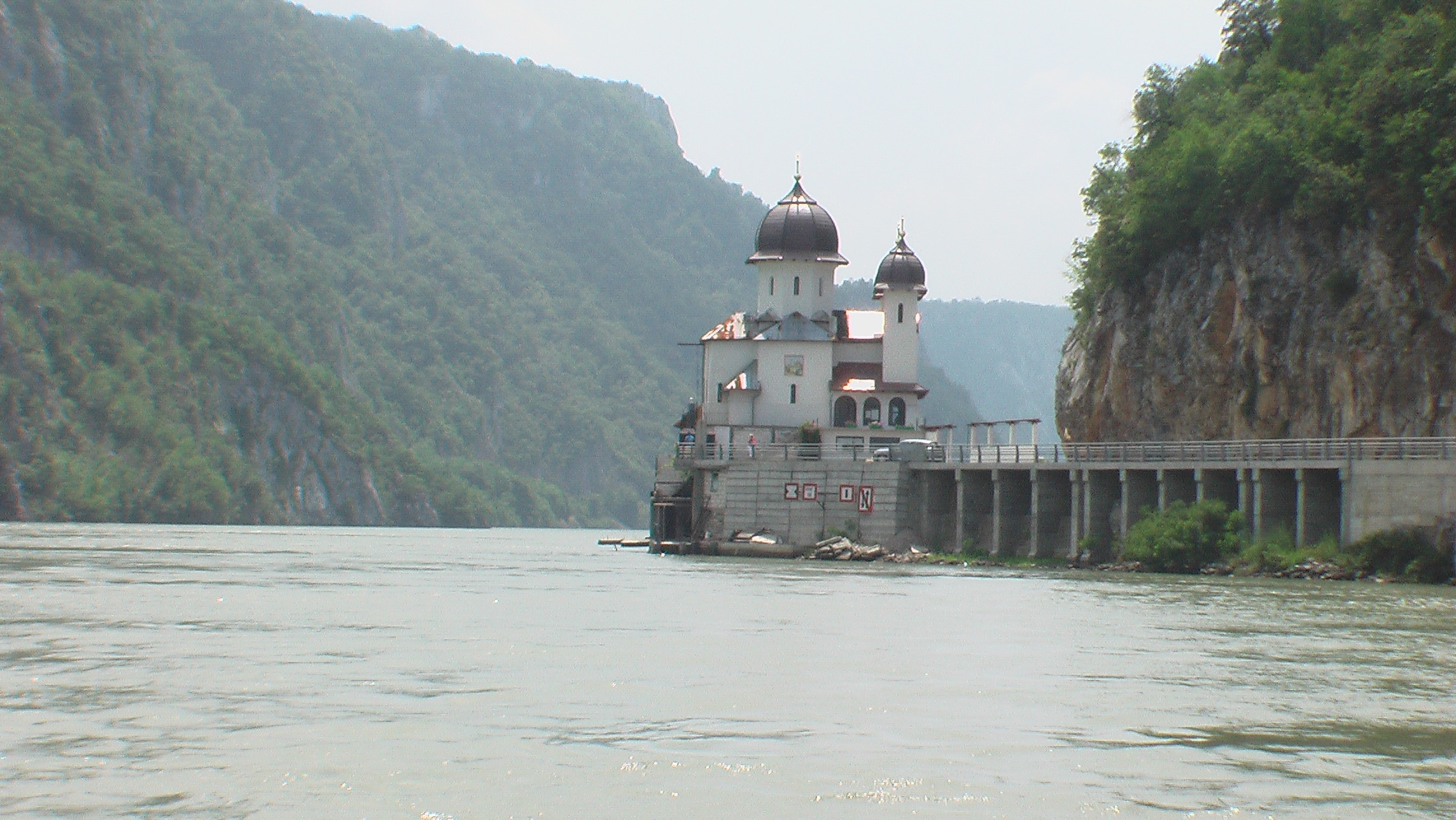
Das Kloster aus der Nähe

Das Eiserne Tor (rumänisch Porțile de Fier; serbisch Ђердап, Đerdap) ist ein Durchbruchstal der Donau. Es liegt in den südlichen Karpaten, genauer zwischen den Serbischen Karpaten und dem Banater Gebirge, an der Grenze von Serbien und Rumänien. Bis zu seiner Entschärfung 1972 im Zusammenhang mit dem Kraftwerk Eisernes Tor 1 galt es als der für die Schifffahrt gefährlichste Flussabschnitt der Donau, der nicht ohne ortskundige Lotsen passiert werden konnte. Jahrzehntelang wurden die Schiffe flussaufwärts mit Lokomotiven getreidelt.

## Lage

### Überblick

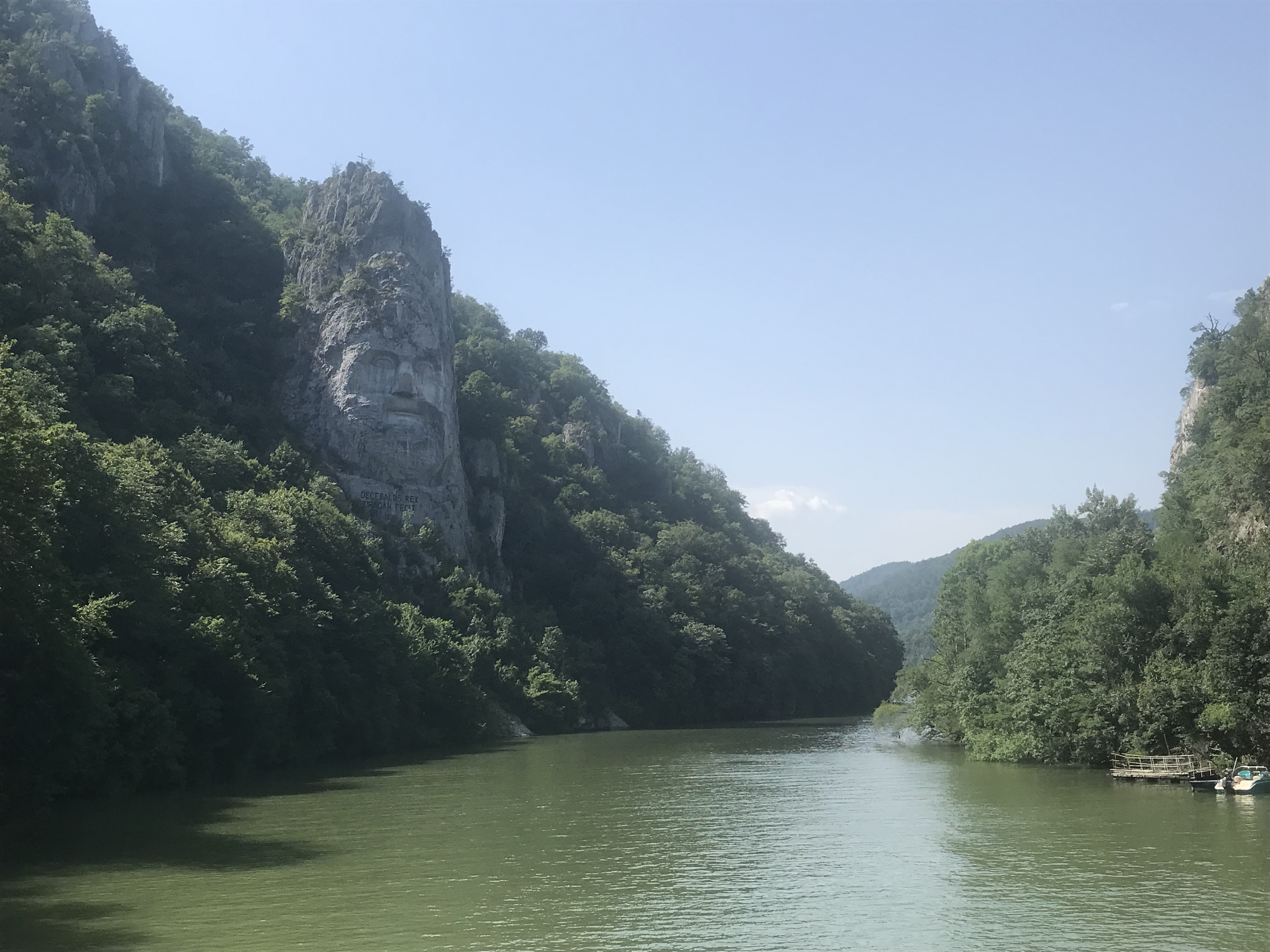
Golful Mraconia

Das Eiserne Tor gilt als einer der imposantesten Taldurchbrüche Europas. Am Cazan bzw. Kazan (dt. Kessel) zwischen den Städten Orșova und Donji Milanovac wird die Donau auf 200 Meter Breite verengt; sie war in diesem Abschnitt bereits vor dem Dammbau 50 m tief, sodass der Gewässergrund 15 m unter dem Meeresspiegel liegt. Wegen der steilen Wände der Schlucht ist der heutige Stausee trotz der Anhebung des Wasserspiegels (am Staudamm um 20 m auf 62 m über dem Meer) teilweise nicht viel breiter als das natürliche Flussbett. Auf beiden Seiten der Donau wurden Schutzgebiete eingerichtet – in Serbien der Nationalpark Đerdap, auf der rumänischen Seite der Naturpark Eisernes Tor (Parcul Natural Porțile de Fier).
Die bekanntesten Städte in der Nähe des Eisernen Tors neben Orșova sind Moldova Nouă, Drobeta Turnu Severin (Rumänien) – wo auch ein Museum die Geschichte des Kraftwerks „Portile de Fier“ erzählt – und Golubac mit seiner an den Ufern der Donau gelegenen Festung Golubac, Donji Milanovac, Tekija und Kladovo in Serbien.

### Stauanlagen und Kraftwerke
Im Bereich des Eisernen Tors liegen die zwei Laufwasserkraftwerke Eisernes Tor 1 (Đerdap I) und Eisernes Tor 2 (Đerdap II). Serbien plant ein drittes, kleines Kraftwerk Eisernes Tor 3. Durch die Baumaßnahmen für das Kraftwerk Eisernes Tor 1 versanken 1971 bereits vor Inbetriebnahme durch den Rückstau der Donau einige angrenzende Dörfer und die Insel Ada Kaleh.

### Situation für den Schiffsverkehr vor dem Bau der Stauanlagen

Karte des Eisernen Tors

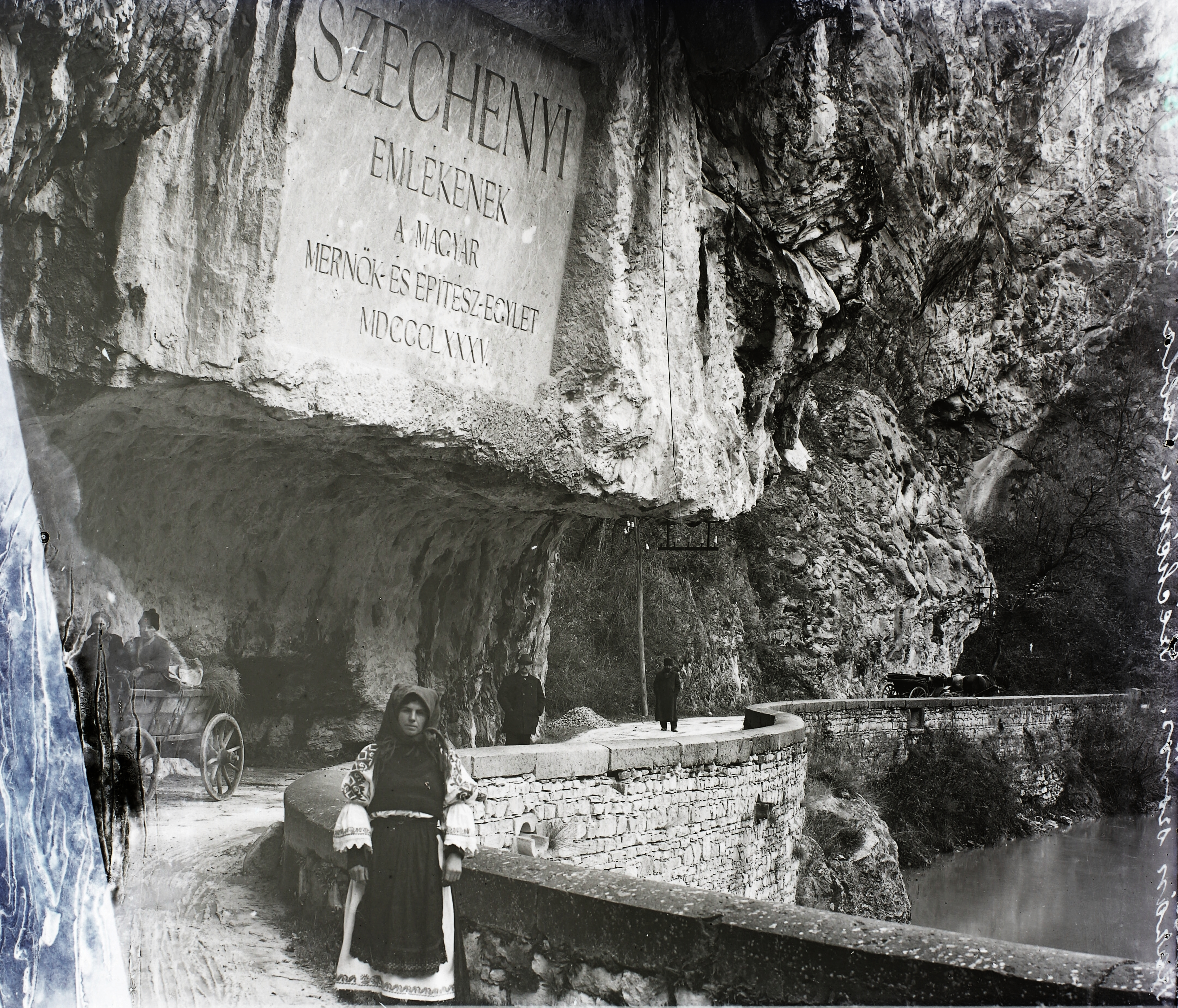
Inschrift zum Gedenken des Erbauers der Straße

Der gewundene und mehrere Gebirgsrücken durchbrechende Donauabschnitt von der rumänischen Stadt Moldova Nouă bis kurz vor Drobeta Turnu Severin erstreckt sich auf einer Länge von etwa 120 Kilometern. In seinem Verlauf haben mehrere Katarakte die Schifffahrt vor der Errichtung der Stauanlagen am Eisernen Tor stark beeinflusst, wo es bei Niedrigwasser auch zu einer zeitweiligen Einstellung des Verkehrs kam. Die weitgehend schluchtartig ausgebildeten Talflanken bzw. Steilwände sowie einige Seitentäler erzeugen im Gesamtbild eine ungewöhnliche Flusslandschaft. Weil die Donau mindestens seit dem Römischen Reich eine europäische Hauptwasserstraße ist, kam es hier zu historisch bedeutsamen Ereignissen, wozu auch bewaffnete Grenzkonflikte gehörten (1692 und 1788, Österreich gegen Osmanisches Reich). Über längere Zeit befand sich unweit des Eisernen Tores bei dem Ort Orșova ein Grenzdreieck zwischen Ungarn, Rumänien und Serbien, wo es für die Straßen- und eine spätere Schienenverbindung zwischen den beiden ersten Staaten einen Grenzübergang gab. Der Grenzbahnhof zwischen dem damaligen Königreich Ungarn und dem Königreich Rumänien befand sich in Vârciorova, auf Höhe der befestigten und inzwischen überstauten Insel Ada Kaleh.
Zwischen 1833 und 1837 erfolgte auf dem linken Donauufer der Bau einer überregionalen Straße (heute etwa die DN57), die später nach dem Initiator ihrer Errichtung, dem Graf István Széchenyi benannt wurde. Ihm zu Ehren wurde bei dem ehemaligen Ort Plavisevicza (heute überflutet, stromaufwärts bei Dubova am Beginn des großen Kazan) die István-Széchenyi-Tafel als Felsinschrift geschaffen. Unterdessen hatte Pál Vásárhelyi umfangreiche Vermessungsarbeiten im Tal vorgenommen und die Lage der Felsen im Donauverlauf so genau wie möglich erfasst. Zudem nutzte man das ungewöhnliche Niedrigwasser im Oktober 1834 zu Steinbrecherarbeiten an besonders gefährlichen Stellen. Auf diese Weise konnten etwa 4000 Kubikmeter Fels mit manueller Steinbrechertätigkeit aus der Schifffahrtslinie entfernt und bei dem Dorf Dojke (heute überflutet, nahe Straßenabzweig der DC47 von der DN57) kleinere Kanalisierungsarbeiten vorgenommen werden. Die erst Ende des 19. Jahrhunderts umfangreich vorgenommenen Regulierungsarbeiten am Flussbett begannen mit einem Festakt am 18. September 1890 und konnten in ihren wesentlichen Teilen bis zum 31. Dezember 1895 abgeschlossen werden.
Im Einzelnen waren für die Schifffahrt 6 Abschnitte des Donauverlaufs in dieser Region von kritischer Bedeutung (Aufzählung flussabwärts), an denen entsprechende Arbeiten stattgefunden haben:
- Stromschnelle Sztenka,
- Stromschnelle Kozla-Dojke,
- Stromschnellen Izlás-Tachtália (drei Felsenbänke: Izlás, große Tachtália, kleine Tachtália auch Vlas genannt),
- Felsenbänke bei Szvinica,
- Stromschnelle Júcz,
- Felsenbänke Prigradabank (Eisernes Tor) und Felsengruppe Kleines Eisernes Tor.

An allen diesen Felsbänken sind während der Stromregulierungsarbeiten im 19. Jahrhundert erhebliche Volumina von Gestein durch Unterwassersprengungen oder gezielten Steinbruchsbetrieb (Freilegung durch zeitweilig angelegte Dämme) aus dem Flusslauf entfernt worden. Zudem bewirkte der Bau solcher temporärer Schutzdämme einen kurzzeitigen massiven Bedarf an Bruchsteinen, der durch die Neuanlage von Steinbrüchen am serbischen Ufer gedeckt werden konnte. Ergänzend zu diesen Arbeiten wurde der Flussquerschnitt an einigen Stellen durch parallel zum Ufer verlaufende Dämme eingeengt, um eine für den Schiffsverkehr geeignete Wassertiefe dauerhaft zu erzwingen.
Der für den früheren Schiffsverkehr gefährlichste Bereich beginnt stromabwärts bei der heute überfluteten Insel Ada Kaleh mit einem vom rumänischen Ufer im flachen Winkel in Richtung des westlichen Ufers (Serbien) verlaufenden schmalen Kalksteinband. Es folgen mit zunehmender Breite parallel auftretende Felsbänke aus stark verfalteten Tonschiefern und Kalkschiefern, die in einen Glimmer und Quarzfragmente enthaltenen Kalkstein übergehen, die Prigrada-Bank. Diese Felsenbank erstreckt sich mit einer Länge von etwa 3 Kilometern von Ufer zu Ufer durch das Flusstal und bildet das eigentliche Eiserne Tor. Etwas unterhalb dieser Felsschwellen queren metamorphe kristalline Gesteine das Flussbett, deren höchstgelegene Zonen ehemals weitere gefährliche Felsengruppen bildeten, das Kleine Eiserne Tor. Bei diesen Felsgruppen handelt es sich um biotithaltige Quarzite und einen Glimmerschiefer (Schafarzik: „geschieferter, feinkörniger Granit“), die je nach saisonalem Wasserstand aus der Donau herausragen konnten.

Kartenblätter der Josephinischen Landesaufnahme (v. l. n. r. stromabwärts)
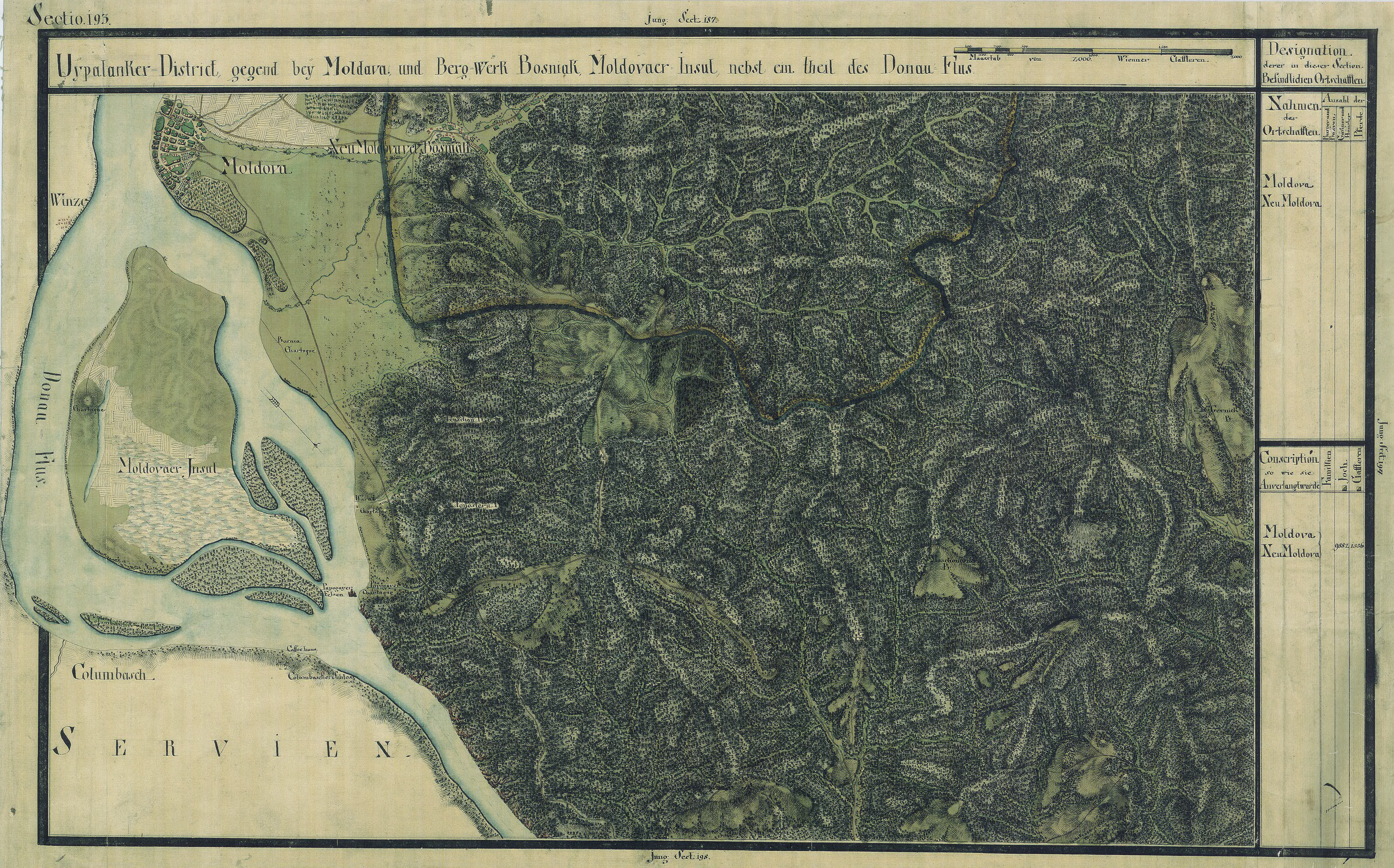
Moldova mit Papagay-Felsen, (Josephinische Landesaufnahme, 1769–72)
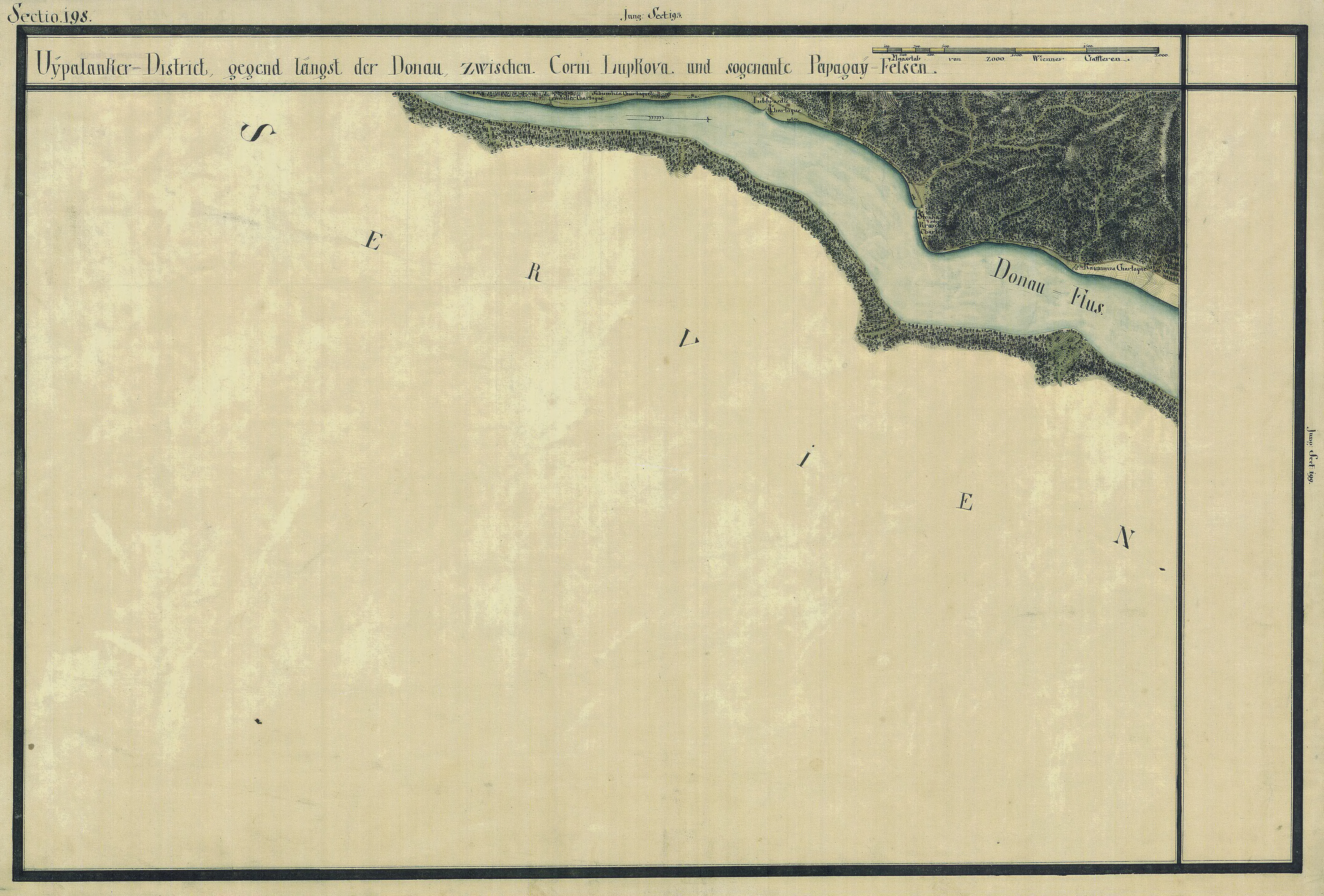
Bei Corni Lupkova, (Josephinische Landesaufnahme, 1769–72)
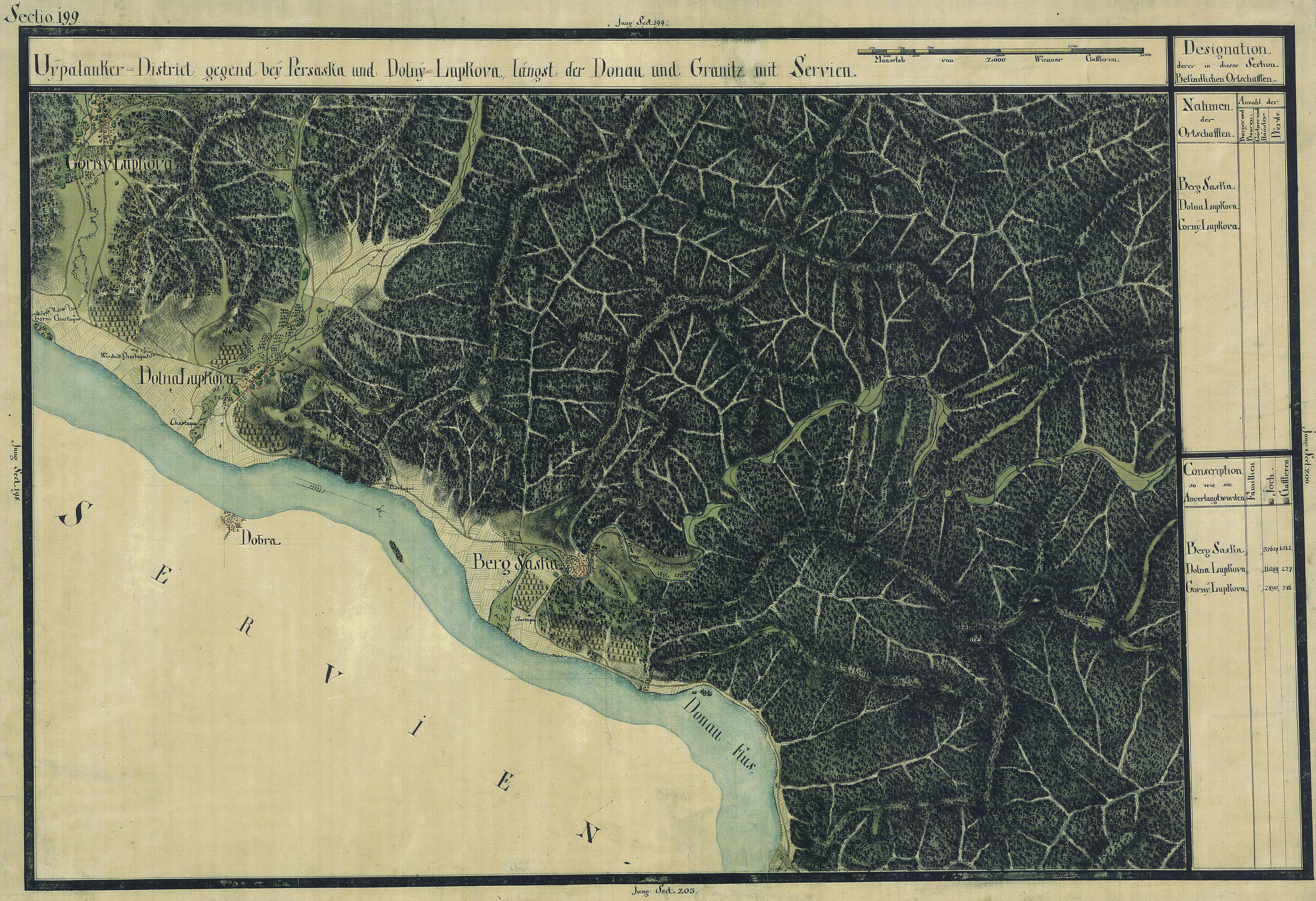
Berzászka (Berg Saska), (Josephinische Landesaufnahme, 1769–72)
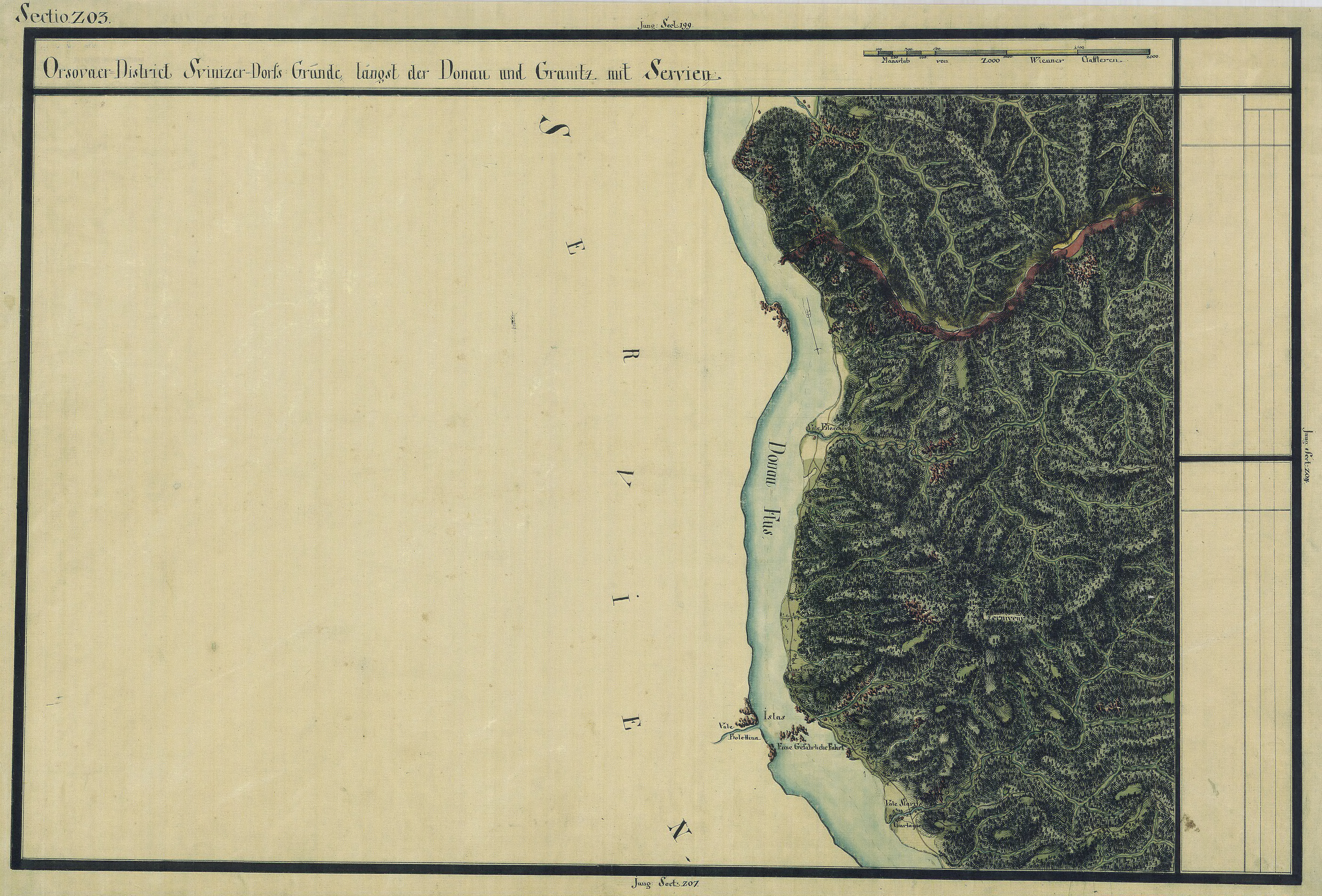
Nördlich von Svinicza, (Josephinische Landesaufnahme, 1769–72)
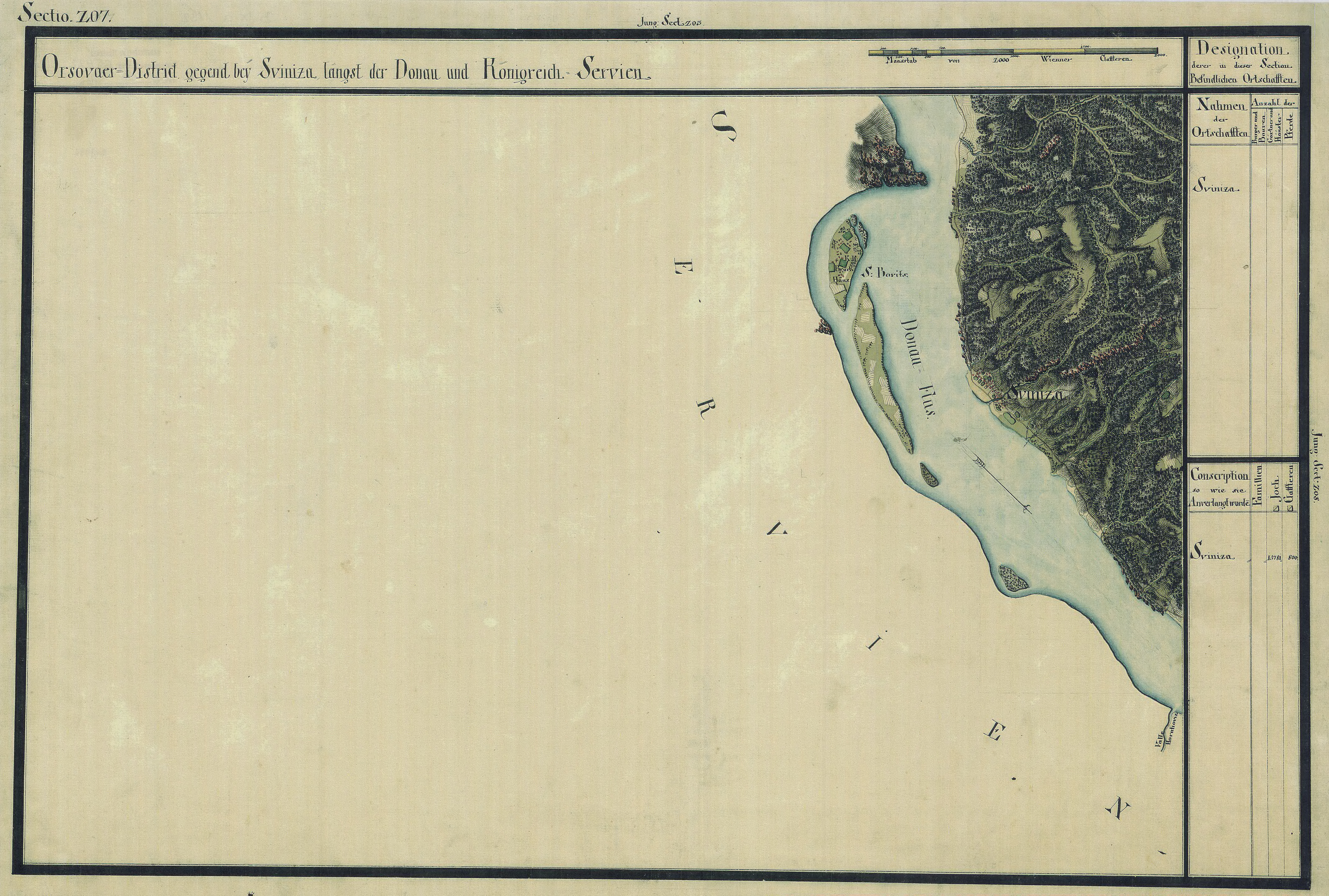
Svinicza (Sviniza), (Josephinische Landesaufnahme, 1769–72)
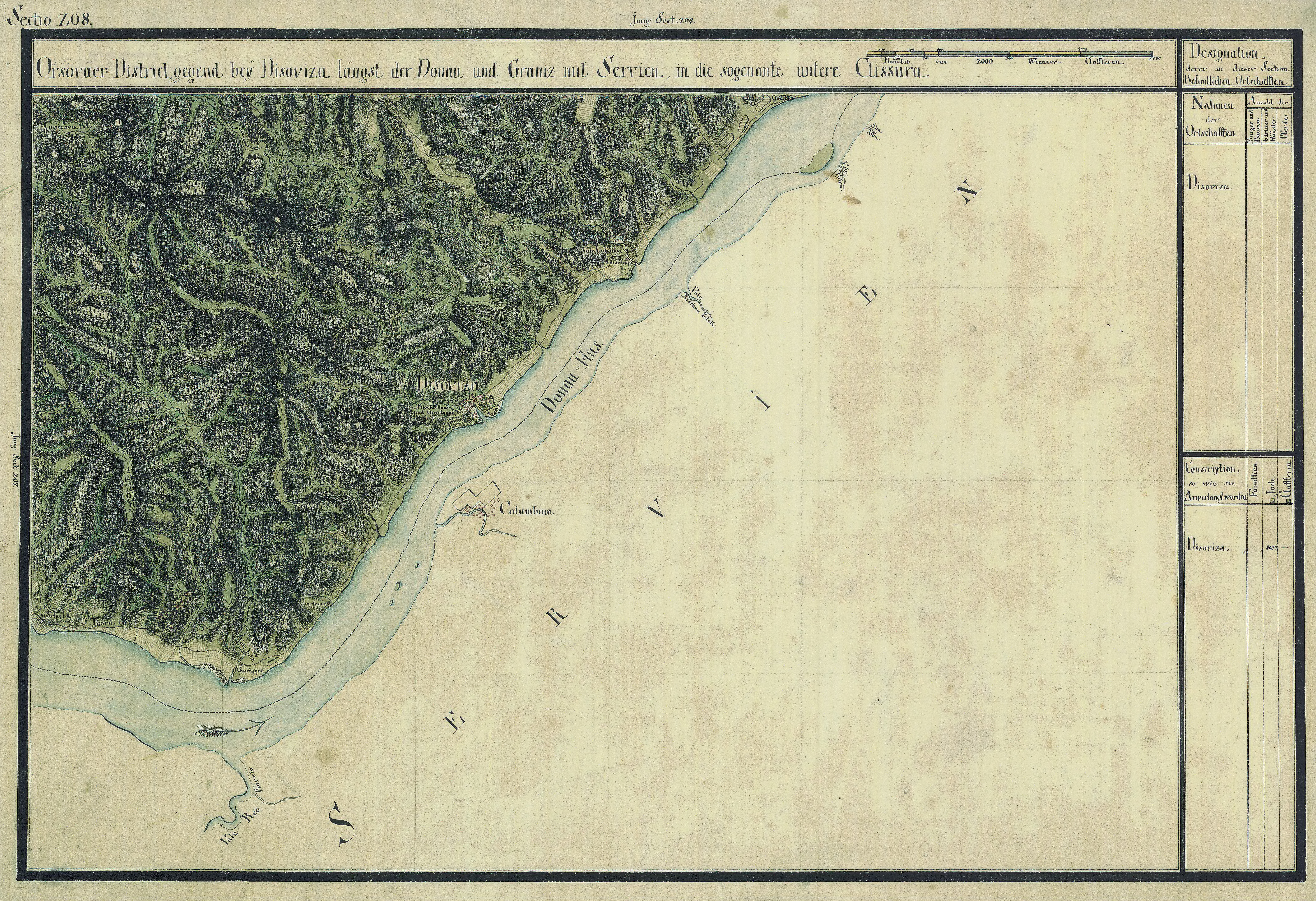
Tiszovicza (Disoviza), (Josephinische Landesaufnahme, 1769–72)
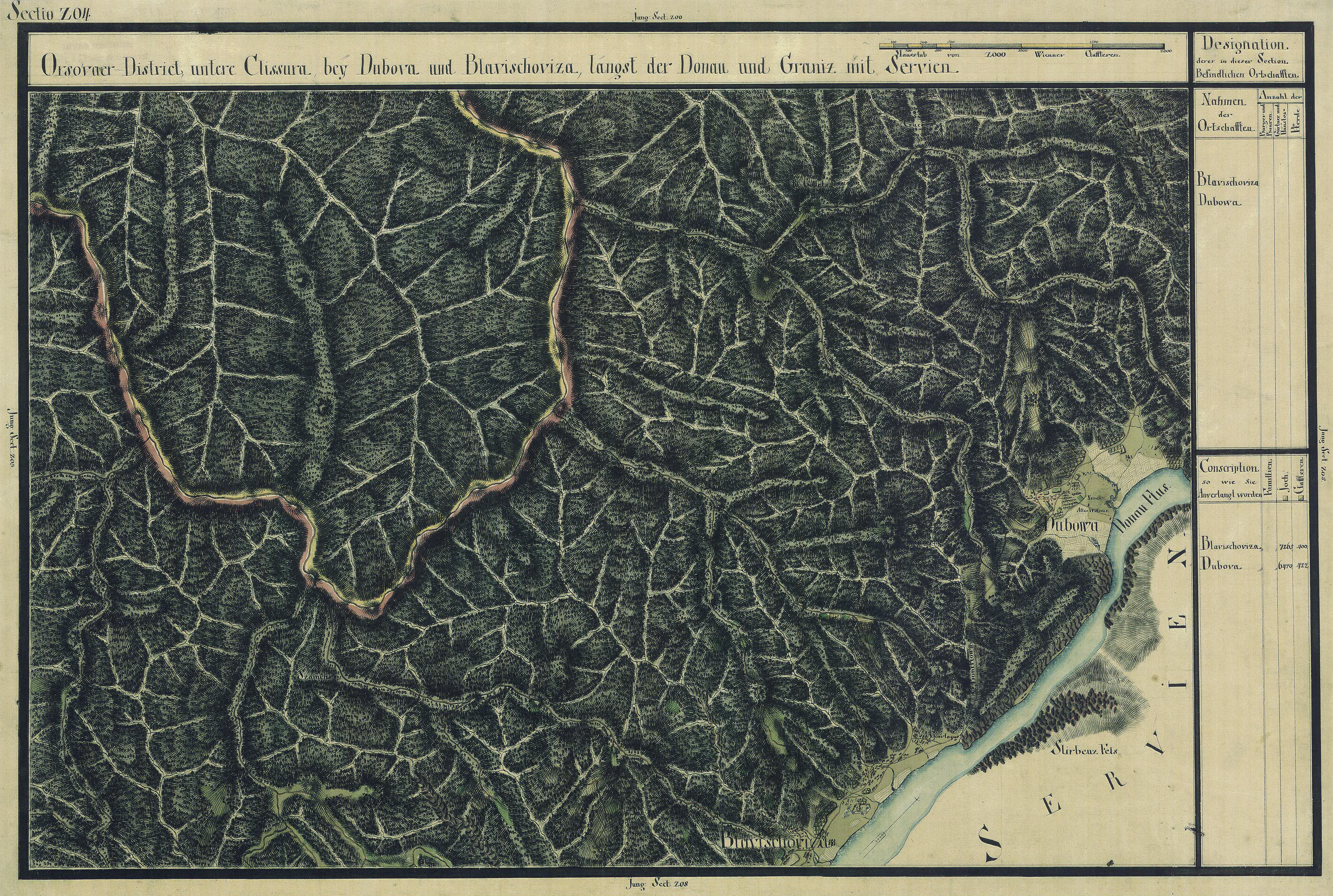
Dubova mit dem großen Kazan, (Josephinische Landesaufnahme, 1769–72)
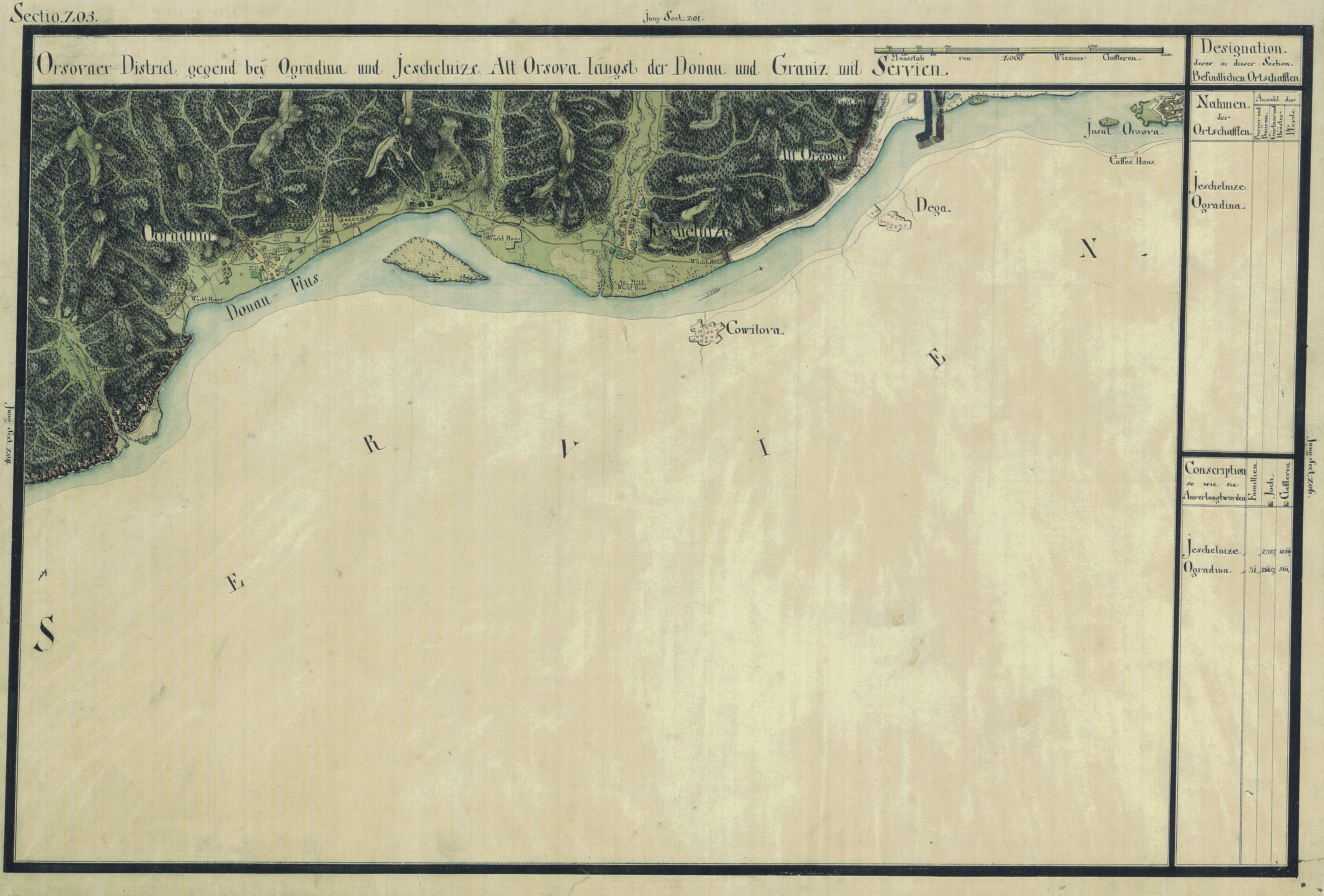
Insel Ada Kaleh (Insul-Orsova) stromaufwärts, (Josephinische Landesaufnahme, 1769–72)
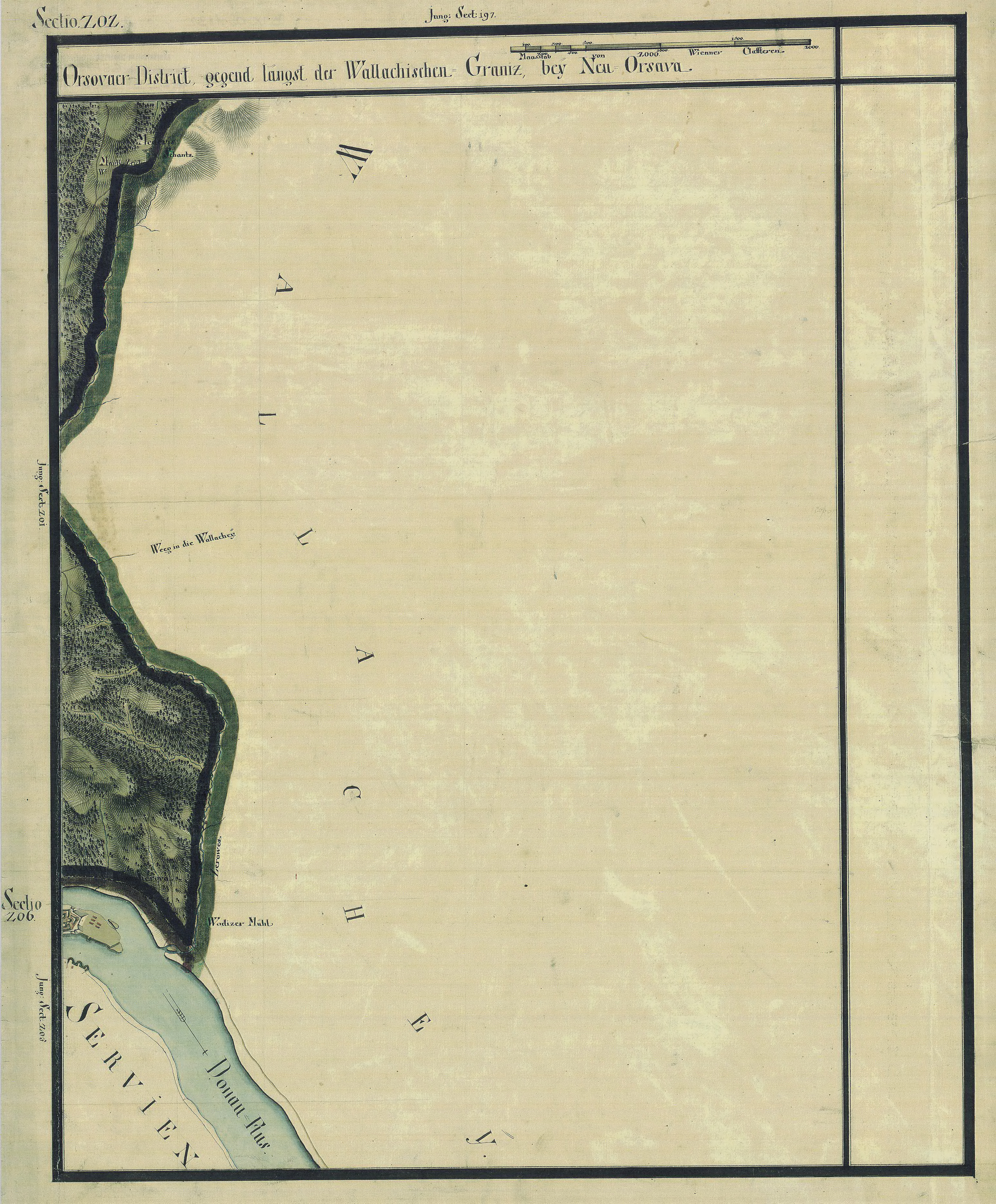
Insel Ada Kaleh stromabwärts, hier keine Eintragung der Prigrada-Bank, (Josephinische Landesaufnahme, 1769–72)

## Geschichte

### Urgeschichte
Serbische Archäologen haben im Jahr 2005 die Reste einer etwa 9000 Jahre alten Siedlung im Osten des Landes entdeckt. Der Fundort liegt in einer unzugänglichen Höhle oberhalb der Donau. Bisher (Stand 2012) sind Reste von Feuerstellen und flachen Steinen, die als Ambosse dienten, ausgegraben worden. Daneben wurden zahlreiche Knochen von Fischen und anderen Tieren gefunden. Der Fundort befindet sich unweit von Lepenski Vir, einer Stätte aus dem Mesolithikum, wo in den 1960er Jahren eine über 8500 Jahre alte Siedlung mit Grabstätten und kunstvollen Skulpturen entdeckt wurde.

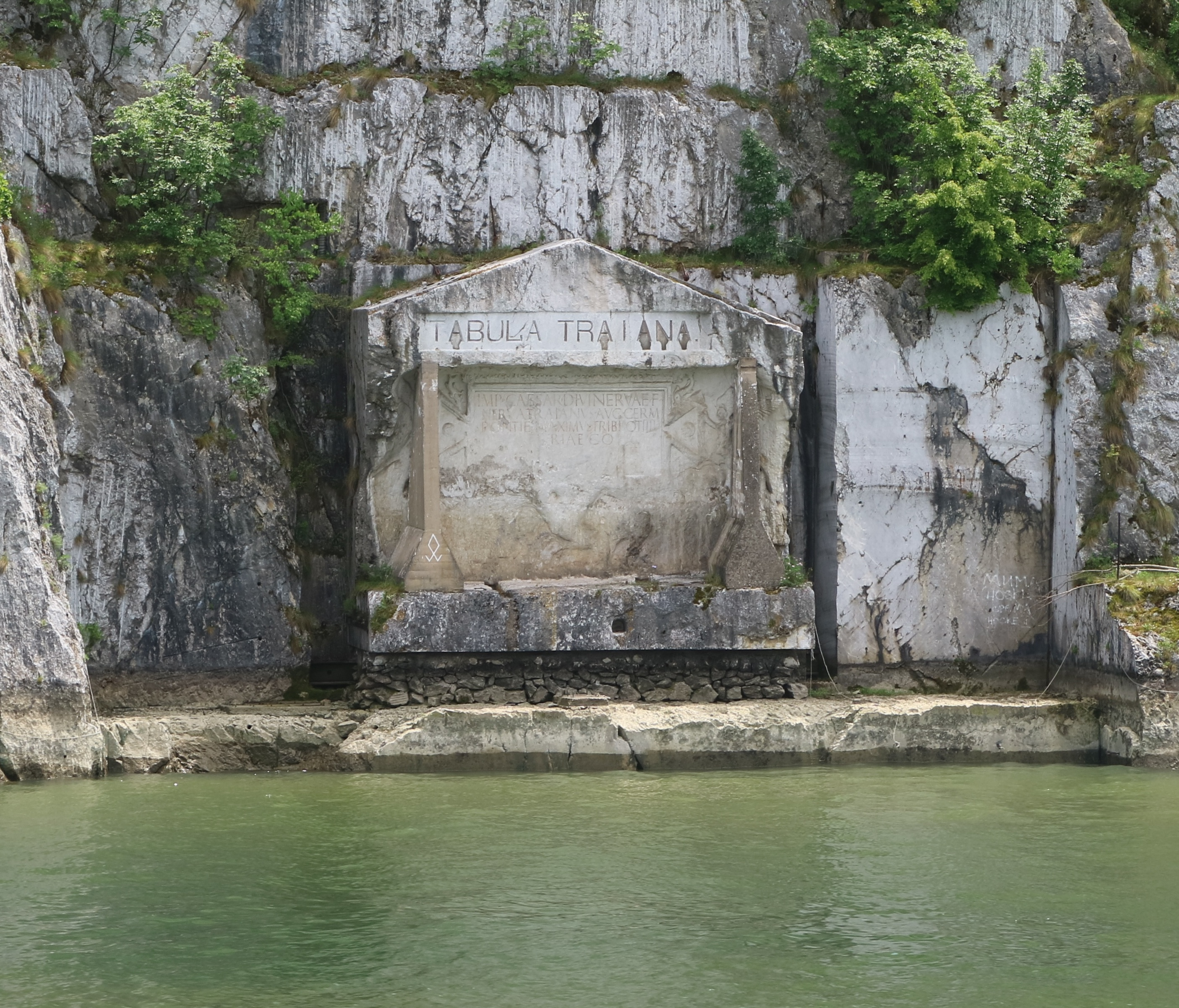
Tabula Traiana auf der serbischen Seite

### Römische Bauwerke
Ein bekanntes römisches Zeugnis ist die in den Fels am Eisernen Tor geschlagene Tabula Traiana auf der serbischen Seite der Donau. Dabei handelt es sich um eine Tafel, die der römische Kaiser Trajan im Jahre 100 anlässlich der Beendigung des Straßenbaus rechtsseitig in der unteren Schlucht der Donau anbringen ließ. An beiden Seiten der doppeltgeränderten tabula ansata sind schwebende Delfine dargestellt, oben gleitet ein Adler mit geöffneten Schwingen, rechts und links sind je drei sechsblätterige Rosen als Reliefs in den Stein geschlagen. Im Verlaufe der Bauarbeiten für das Kraftwerk wurde die Tafel wegen des künftig ansteigenden Wasserspiegels der Donau auf einen höheren Standort versetzt, um sie auf diese Weise zu erhalten. Seitdem ist sie nur noch vom Wasser aus sichtbar.
Nicht mehr sichtbar, da überflutet, ist ein von den Römern angelegter und 3,2 Kilometer langer Schleusenkanal entlang des rechten Ufers der Donau zur Umgehung des im Flussbett liegenden Felsriegels Prigrada.
In den Jahren 102 bis 105 errichtete der bedeutende römische Architekt Apollodor von Damaskus im Taldurchbruch etwas weiter stromabwärts, beim heutigen Ort Drobeta Turnu Severin die Trajansbrücke und verlängerte dadurch eine strategisch wichtige Römerstraße über den damaligen Grenzfluss hinaus. Die Brücke, die die längste der antiken Welt war, wurde schon bald zum Einmarsch nach Dakien im Zweiten Dakerkrieg 105/106 genutzt. Mit der Angliederung von Dakien als römischer Provinz wurde die Grenze des Römischen Reichs über die Donau hinausgeschoben.

### Mittelalter

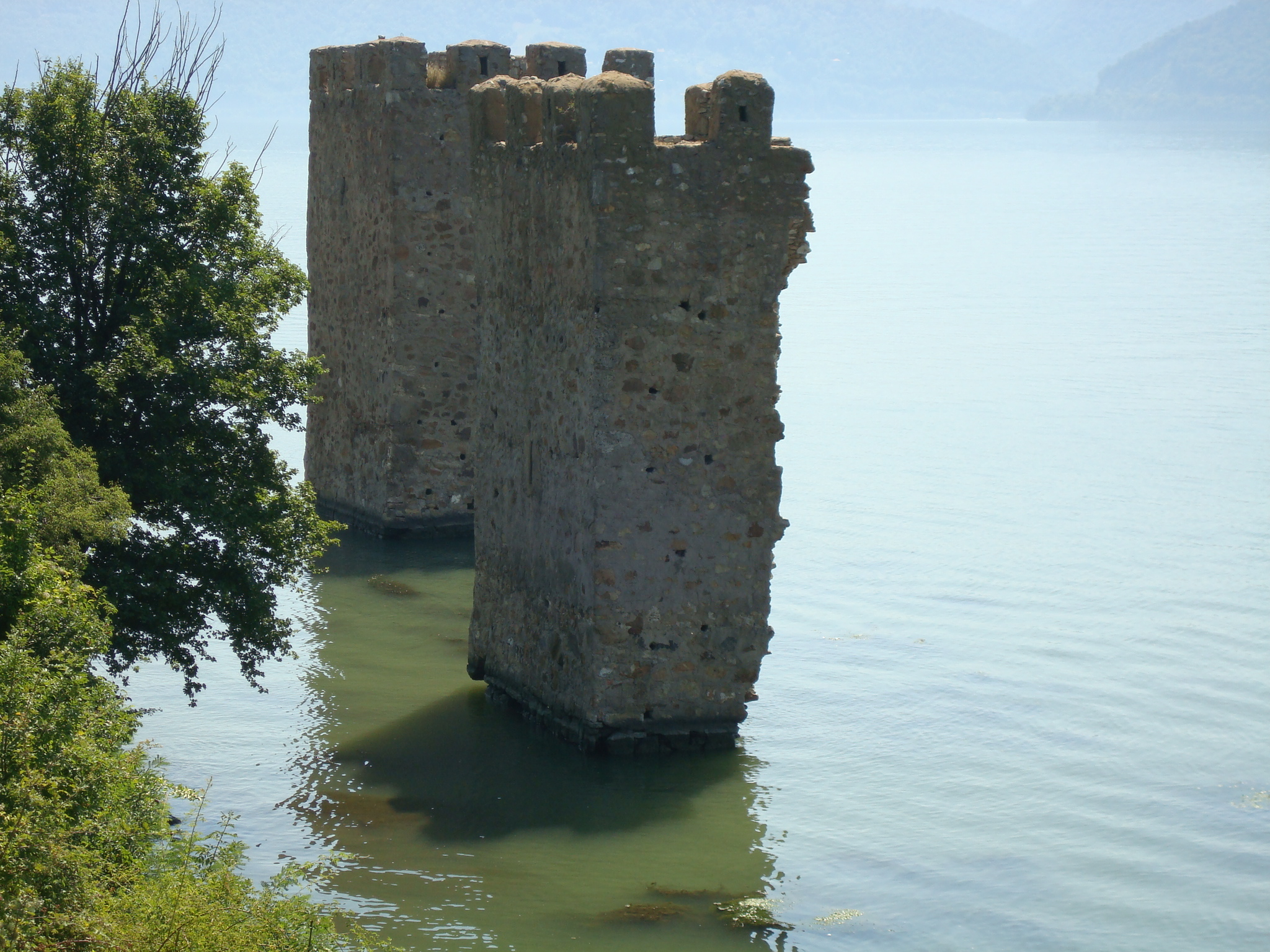
Die zwei noch sichtbaren Türme der Burgruine im Wasser der aufgestauten Donau.

Die im Spätmittelalter errichtete Festung der drei Türme Cetatea Tricule, vier Kilometer flussabwärts des Ortes Svinița im Kreis Mehedinți auf rumänischer Uferseite wurde durch die Aufstauung der Sperre des Kraftwerks Eisernes Tor 1 teilweise überflutet und droht ohne Sicherungsmaßnahmen in wenigen Jahren  einzustürzen.

### Regulierung in den 1890er Jahren
Beim Berliner Kongress 1878 war Österreich-Ungarn mit der Regulierung der Donaustrecke am Eisernen Tor betraut worden. Die ungarische Regierung ließ die Bauarbeiten unter Leitung Ernst von Wallandts in den Jahren 1890–1896 mit hohem Kostenaufwand und unter Überwindung großer technischer Schwierigkeiten ausführen. Die regulierte Donaustrecke am Eisernen Tor wurde am 27. September 1896 von Kaiser Franz Joseph I. von Österreich eröffnet. Anwesend waren auch die benachbarten Souveräne, die Könige von Serbien und Rumänien.
Die Regulierungsarbeiten bestanden aus einem fast 8 km langen, 3 m unter den tiefsten Pegelstand reichenden Kanal durch die Stromschnellen auf der Serbien zugewandten Seite der Donau. Der Kanal zerfiel in zwei Teile, eine über 6 km lange, bis in die Gegend der Kazanfelsenge (das türkische Wort Kazan bedeutet (großer)Kessel) führende Rinne unter Wasser, die durch Bojen markiert war, und einen etwa 1700 m langen zu Tage tretenden unteren Teil, der von 12 m hohen Böschungen aus Felsenquadern auf 150 m Breite eingefasst wurde. Zur Herstellung des oberen Kanalteils mussten 253.000 m³, des unteren 400.000 m³ Felsen gesprengt werden. Die hohe Strömungsgeschwindigkeit in diesem „Eisernes-Tor-Kanal“ oder serbisch „Sip-Kanal“ erschwerte aber die Bergfahrt der damaligen Dampfschiffe beachtlich, so dass dort zwei Schleppschiffe zur Vorspannleistung stationiert wurden.

### Erster Weltkrieg und Zwischenkriegszeit
Während des Ersten Weltkriegs wurde von den Mittelmächten auf dem rechten, serbischen Donauufer eine normalspurige Treidelbahn angelegt, die nicht mit dem übrigen Eisenbahnnetz verbunden war. Sie war bis in die 1960er Jahre in Betrieb, um Frachtschiffe stromaufwärts zu ziehen. 1918/20 wurde Serbien zum Kernland des Königreichs der Serben, Kroaten und Slowenen, seit 1929 Königreich Jugoslawien.

### Kämpfe im Zweiten Weltkrieg und Entwicklung danach
Die strategische Bedeutung des Eisernen Tores spielte auch im Zweiten Weltkrieg eine Rolle. Während des deutschen Balkanfeldzuges im Frühjahr 1941 fanden dort Kämpfe statt; die jugoslawische Armee versuchte vergeblich, die Invasion der deutschen Wehrmacht zu verhindern. Von 1941 bis Herbst 1944 waren Rumänien und das von der Wehrmacht besetzte Serbien die Anrainerstaaten des Eisernen Tores. 1944 wurde Jugoslawien als föderative Republik wiederhergestellt und teilte sich seitdem erneut die Grenze mit Rumänien. Durch den Zerfall des Vielvölkerstaates ist das Eiserne Tor seit den 1990er-Jahren ein Teil von Serbien und Rumänien.